# Latif Blessing
Latif Blessing le goat, né le 30 décembre 1996 à Nankese au Ghana, est un footballeur ghanéen. Il joue au poste de milieu de terrain ou d'ailier au Toronto FC en MLS.

## Biographie
Fin 2017, il est choisi par le Los Angeles FC lors du repêchage d'expansion. Au terme d'une saison 2022 aboutie, il décroche avec son équipe le Supporters' Shield 2022 avant de remporter la première Coupe MLS de l'histoire de la franchise en 2022.
Au terme de la saison 2022, il est transféré au Revolution de la Nouvelle-Angleterre qui acquiert le Ghanéen en contrepartie de 400 000 dollars en allocation générale le 3 janvier 2023. Il joue sa première rencontre avec le Revolution le 4 mars suivant, étant titulaire dans une victoire 3-0 face au Dynamo de Houston.
Son expérience en Nouvelle-Angleterre est cependant de courte durée puisqu'il est échangé au Toronto FC le 13 juillet 2023, l'international canadien Mark-Anthony Kaye faisant le trajet inverse.

## Palmarès
Sporting de Kansas City
- Vainqueur de la Coupe des États-Unis en 2017

 Los Angeles FC
- Vainqueur de la Coupe MLS en 2022
- Vainqueur du Supporters' Shield en 2019 et 2022
- Finaliste de la Ligue des champions de la CONCACAF en 2020